# Fran Winant
Fran Winant est une poétesse et peintre américaine. Elle a surtout exercé dans le Lower East End à New York dans la communauté lesbienne de New York. Elle fait partie du Feminist Lesbian Art Collective (FLAC).

## Biographie

### Poésie
Originaire de Brooklyn, elle montre tôt des prédispositions pour l'écriture et le dessin. Elle écrit des poèmes dès son enfance, et pour aborder ses sentiments envers les femmes, elle invente un langage secret pour parler de ce qui est pas socialement inexprimable. Ce langage est un mélange de symboles mathématiques et de lettres grecques.
Elle est fortement influencée par les émeutes de Stonewall et s'implique dans le mouvement de défense des droits LGBT qui émerge à la suite des émeutes.
En 1969 avec d'autres activistes elle fonde le Gay Liberation Front, et rejoint les lesbiennes radicales et la Lesbian Food Conspiracy. La Lesbian Food Conspiracy est un collectif visant à produire de la nourriture de bonne qualité à moindre coût pour contrer ce qui est perçu comme le monopole d'une industrie alimentaire industrielle patriarcale, détruisant l'environnement et aliénant les animaux.
Elle adhère aux lesbiennes radicales en 1970. elle fonde également cette année là avec sa compagne Judy Grepperd la maison d'édition Violet Press. Elle publie dès lors divers recueil de poésie: Looking at Women: Poems (1971), Dyke Jacket (1976), et Goddess of Lesbian Dreams (1980). En 1980 la Violet Press publie également une anthologie de poésie We Are All Lesbians (1980),.

### Peinture
En 1974, elle commence à exposer ses peintures,. Elle utilise souvent le langage créé pendant son enfance dans ses peintures, et intègre le thème de la cause animale dans sa thématique, établissant des liens entre une société patriarcale qui dénigre les personnes homosexuelles et qui tue des animaux.
Elle obtient un bachelor de l'université de Fordham en 1975 et fréquente la School of Visual Arts à New York.
Elle participe au Women's Art Festival en 1976.

Son poème Eat Rice est citée dans le livre de Carol J. Adams The sexual politics of meat:
Eat rice have faith in women, /what I don’t know now / I still can learn